# Скеля на правому березі ріки Прут
Ске́ля на пра́вому бе́резі ріки́ Прут — геологічна пам'ятка природи місцевого значення в Україні. Об'єкт розташований на території Надвірнянського району Івано-Франківської області, на схід від північної частини міста Яремче. 
Площа 1 га, статус отриманий у 1993 році. Перебуває у віданні ДП «Надвірнянський лісгосп»
(Дорівське л-во, кв. 16, вид. 2). 

## Світлини

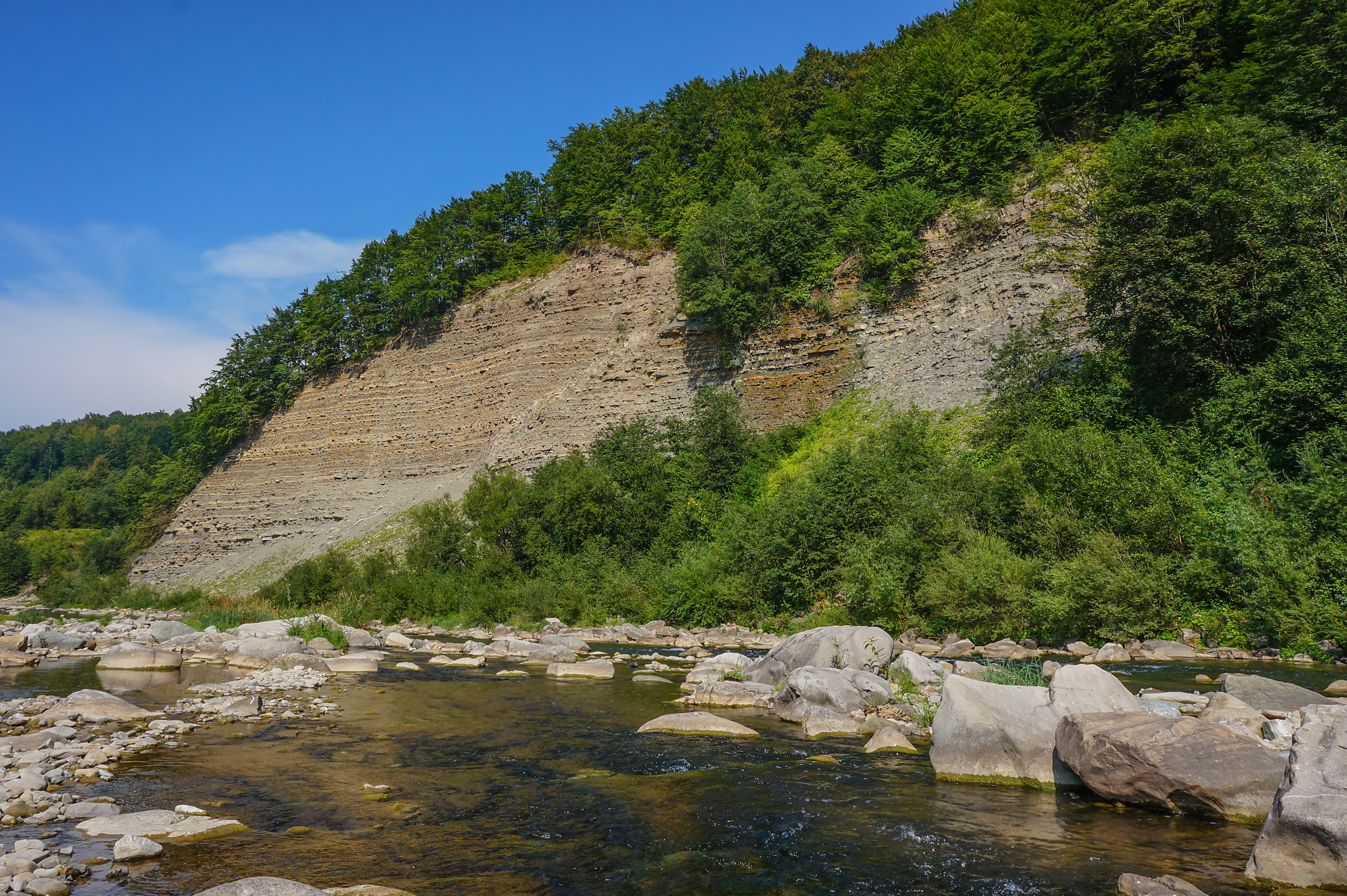
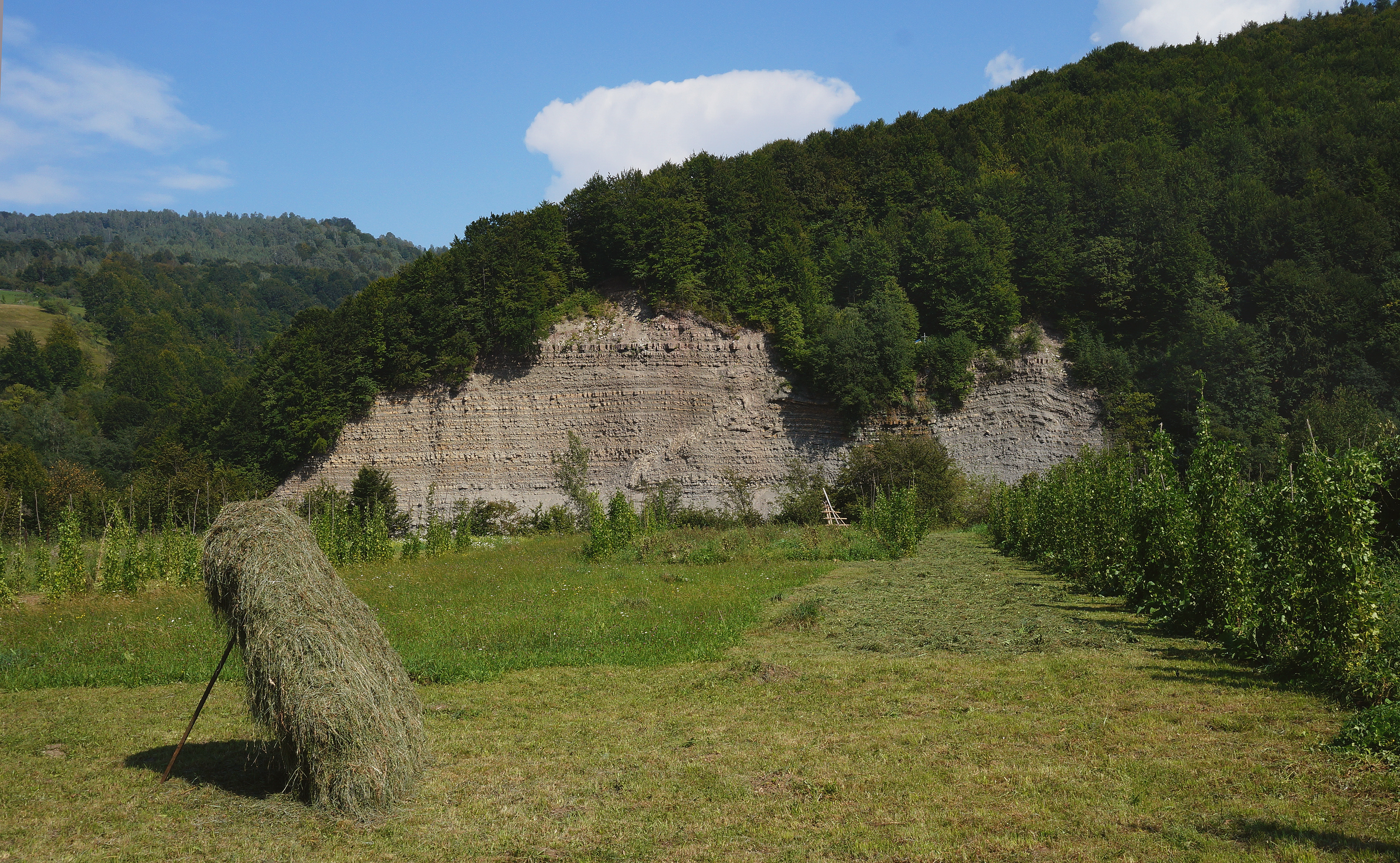